# Мачва
Мачва је географски регион у Србији. Највећи део Мачве се налази у северозападном делу уже Србије (у Мачванском округу), док се мањи северни део административно налази у Војводини (у Сремском округу). Највећи град Мачве је Шабац. Мачва обухвата површину од 800 km² са 150.000 становника.

## Историја
Регион је добио име по граду Мачва, који је постојао у средњем веку на обалама реке Саве. У прошлости, у региону је такође познат као Доњи Срем, док су суседне регије на северној обали реке Саве (данашњи Срем) биле познате као Горњи Срем.
Мачва је била насељена још од каменог доба. У 1. веку п. н. е., регион је освојен од стране Римљана, а Скордисци су гурнути на северну страну реке Саве. Током римске владавине, регион је био део провинција Мезије и Паноније.
Римска власт је трајала све до 5. века, а регион су освајали и Сармати, Хуни, Готи, Гепиди, Лангобарди и Авари. У 6. веку, словенска племена насељавају регион, који је тада био под Византијом, затим Франачким краљевством и Бугарском. У 9. и 10. веку, јужни делови региона постају део Србије. У 11. веку, Мачва и Срем су постали део византијске покрајине Тема Сирмијум, тако да је име Срем коришћено за оба региона.
Из писма Папе Гргура XI (1229. година) види се да је Мачва насељена православним становништвом.
У 13. веку, северни делови Мачве су били укључени у Краљевину Мађарску и од региона је 1247. године формирана Мачванска бановина. Бановина је добила име по граду Мачва, али локација овог насеља још увек није утврђена. Сумња се да је град Мачва постојао неколико километара низводно од модерног Шапца.
Током мађарске владавине, Мачвом је владало неколико моћних банова. Мађарски краљ Бела IV је власт над Мачвом дао избеглом руском кнезу Растиславу Мстиславићу. У 13. веку, Бела од Мачве (унук мађарског краља Беле IV) је владао Мачвом, као и Усором и Соли (подручја преко реке Дрине у североисточној Босни).
Краљевином Сремом владао је српски краљ Стефан Драгутин између 1282. и 1316. Краљевина се састојала од Мачве, Усора и Соли. Његови главни градови били су Дебрц (између Београда и Шапца) и Београд. У то време, именом Срем називане су две територије: Горњи Срем (данашњи Срем) и Доњи Срем (данашња Мачва). Краљевина Срем под влашћу Стефана Драгутина налазила се у Доњем Срему. Спомиње се још један локални властелин Угрин Чак, који је владао Горњим Сремом и Славонијом.
Стефан Драгутин је најпре владао Сремом као вазал мађарског краља, али пошто се урушила централна власт у Краљевини Мађарској Стефан Драгутин и Угрин Чак су де факто постали независни владари. Стефан Драгутин је умро 1316. године, а наследио га је његов син, краљ Стефан Владислав II (1316—1325). Владислава II је 1324. поразио нови краљ Србије Стефан Дечански. После тога, Мачва је постала предмет спора између Краљевине Србије и Краљевине Мађарске.
У 14. веку, банови из породице Горјански (Павао Горјански, Никола I Горјански и његов син Никола II Горјански), који су били под суверенитетом Мађарске, проширили су своју власт, не само у Босни него и у Срему, а Никола II је постао бан Славоније и Хрватске, који су такође били део мађарског краљевства. Мачва је била део Српског царства, а 1381, Мачва је постала део Моравске Србије.
У 15. веку, Мачва је део српске деспотовине, а од 1459. део Османског царства. Била је под турском влашћу све до 1718, када су је заузели Хабзбурговци. Између 1718. и 1739, Мачва је била део Краљевина Србије под хабзбуршком управом, а од 1739. опет је постала део Османског царства. Тада је била део Смедеревског санџака. Године 1788, „Мачванска кнежина“ је имала 25 села са 845 кућа. Име локалног гувернера („оберкнез“) је било Урош Дрмановић. Између 1804. и 1815, Мачва је постала део Србије, а од 1817. део аутономне Кнежевина Србија.
Током Првог светског рата, аустроугарска војска је починила ратне злочине над невиним српским цивилима у Мачви и Подрињу. Од 1918. је постала део Краљевине Срба, Хрвата и Словенаца. Између 1918. и 1922. у региону је био познат као подрињски округ, а у периоду између 1922. и 1929, као Подрињска област, док је између 1929. и 1941. је била део Дринске бановине. Између 1941. и 1944, Мачва је била део Недићеве Србије, а од 1945. део Социјалистичке Републике Србије.

## Значајнија насеља
Списак значајнијих насеља Мачве, које је део уже Србије, са бројем становника по попису из 2002. године:
- Шабац (55.163)
- Богатић (7.350)
- Мајур (6.854)
- Поцерски Причиновић (5.992)
- Бадовинци (5.406)
- Прњавор (4.464)

Једино значајније насеље у делу Мачве који припада Војводини је Мачванска Митровица (4.116 становника по попису из 2011. године).